# Turó de Sant Andreu (Farrera)
El Turó de Sant Andreu és una muntanya de 1.287 metres que es troba al municipi de Farrera, a la comarca catalana del Pallars Sobirà.